# Thor 1
Thor 1 (früher: Marcopolo 2 oder BSB-R2) ist ein ehemaliger Fernsehsatellit, der von British Satellite Broadcasting (BSB) und Telenor betrieben wurde.

## Aufbau
Marcopolo 2 war baugleich mit seinem Schwestersatellit Marcopolo 1, der im August 1989 gestartet worden war.

## Betrieb bei BSB
Marcopolo 2 wurde am 17. August 1990 gestartet, knapp ein Jahr nach dem Schwestersatellit Marcopolo 1. Er wurde nach Tests auf 31° West mit Marcopolo 1 co-positioniert. Beide Satelliten strahlten zusammen auf den fünf Kanälen 4, 8, 12, 16 und 20 Fernsehprogramme in der Fernsehnorm D-MAC aus, die mit 35-cm-Antennen auf den britischen Inseln empfangen werden konnten. Daneben vermarktete ein Schwesterunternehmen von BSB die vom Fernsehprogramm bei D-MAC nicht genutzte Bandbreite für Datenübertragungen.

## Betrieb bei Telenor
BSB wurde Ende 1991 vom Konkurrenten Sky Television übernommen. Marcopolo 2 stellte Anfang 1992 die Sendung ein. Er wurde im Juli 1992 an den norwegischen Betreiber Telenor verkauft und auf 0,8° West als Thor 1 positioniert, wo er bis Januar 2002 arbeitete. Im November 2002 wurde er auf 7,4° West verschoben, wo er digitale Testsendungen übertrug, bevor er im Januar 2003 in den Friedhofsorbit gebracht wurde.